# Nederlands Voor-Indië

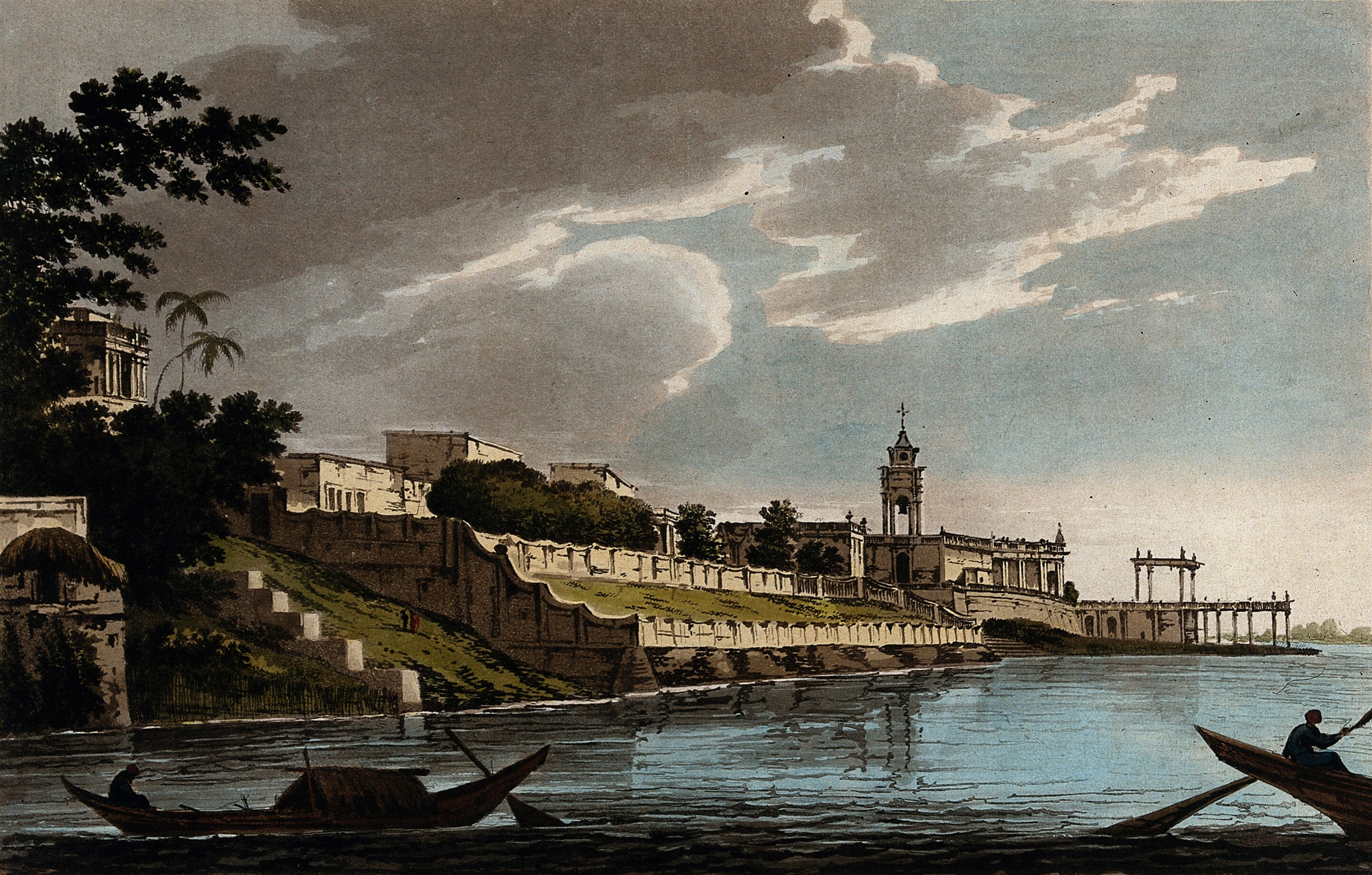
Uitzicht op Chinsura, de VOC-nederzetting in Bengalen (1787).

Nederlands Voor-Indië is een verzamelnaam die wordt gebruikt voor de voormalige bezittingen van de Verenigde Oost-Indische Compagnie (VOC) op het Indisch Subcontinent. De term wordt alleen als een geografische aanduiding gebruikt, aangezien er nooit een speciaal bestuurlijk orgaan in het leven is geroepen dat alleen de VOC-bezittingen in Voor-Indië onder haar gezag had. Nederlands Voor-Indië was onderverdeeld in de gouvernementen van Ceylon en de Kust van Coromandel, het commandement Malabar en de directoraten Bengalen en Suratte.

## Geschiedenis
De aanwezigheid van de VOC op het Indisch Subcontinent duurde van 1605 tot 1825. De kooplieden van de VOC vestigden zich eerst langs de Kust van Coromandel, onder meer in Pulicat, waar ze textiel inkochten om deze te kunnen ruilen voor specerijen in Nederlands Oost-Indië. In 1616 en 1627 vestigden de VOC'ers zich ook in respectievelijk Suratte en Bengalen. Nadat de VOC zich vanaf 1656 op Ceylon vestigde en daar de Portugezen verjoeg, volgde vijf jaar later ook de inname van Portugese forten langs de Malabarkust teneinde een Portugese herovering van Ceylon te voorkomen.
Naast textiel handelden de VOC-ers in edelstenen, indigo en zijde op het Indisch Subcontinent, in salpeter en opium in Bengalen en in peper in Malabar. Indische slaven werden verscheept naar de Molukken en de Kaapkolonie.
Aan de Malabarkust liep tijdens het commandeurschap van Julius Stein van Gollenesse het prestige van de VOC een flinke deuk op toen in 1741 een vooruitgeschoven VOC-post in het plaatsje Colachel zich moest overgeven aan het leger van Martanda Varma van Travancore (de slag bij Colachel). In de tweede helft van de 18e eeuw taande de invloed van de VOC in Voor-Indië. Met de Brieven van Kew werden alle VOC-bezittingen op het Indisch Subcontinent door de Britten overgenomen om te voorkomen dat deze door de Fransen zouden worden bezet. Hoewel het Nederlandse gezag in Coromandel en Bengalen werd hersteld met het Verdrag van Londen van 1814, werden deze bezittingen 10 jaar later weer aan de Britten toegewezen door het Verdrag van Londen van 1824; volgens de bepalingen van dat verdrag zou de overdracht van onroerend goed en nederzettingen op 1 maart 1825 plaatsvinden. Tegen het midden van 1825 hadden de Nederlanders hun laatste handelsposten op het Indisch Subcontinent verloren.

## Muntstelsel

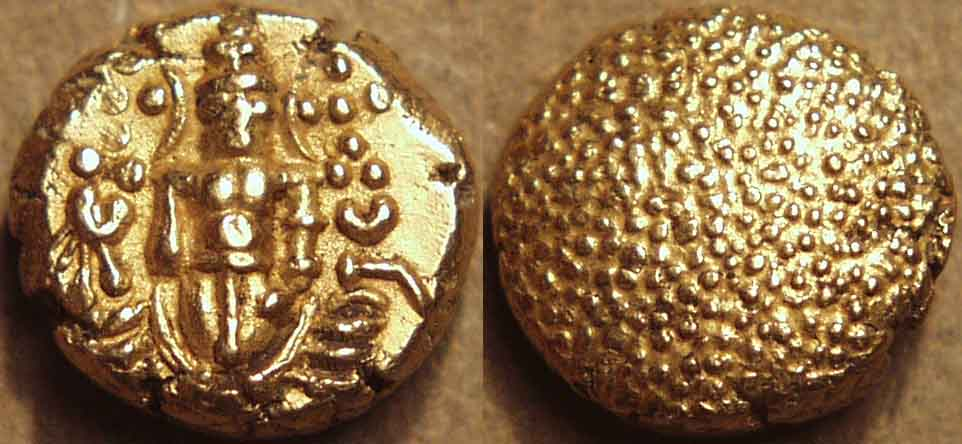
Gouden pagode met een afbeelding Venkateswara, een van de gedaantes van de Hindoegod Vishnoe, uitgegeven door de Nederlandse munt in Pulicat, c. 17e of 18e eeuw.

In de periode dat de VOC handel dreef in Voor-Indië, gebruikte ze verschillende muntstelsels in Cochin, Masulipattam, Nagapatam (of Negapatam), Pondicherry (gedurende de 5 jaar (1693-98) dat de Nederlanders het gezag overnamen van de Fransen) en Pulicat. De vorm van deze munten was geënt op die van de bestaande lokale munten.

## Gebieden die tot Nederlands Voor-Indië werden gerekend
De gebieden die tot Nederlands Voor-Indië werden gerekend zijn:
- Suratte (de gebieden aan de westkust van India).
- Malabar (de gebieden aan de zuidwestkust van India).
- het eiland Ceylon.
- Kust van Coromandel (De gebieden aan de oostkust van India).

Soms worden de gebiedsdelen in Bengalen (de Indiase deelstaat West-Bengalen en Bangladesh) ook tot Voor-Indië gerekend.

## Officiële indeling
Door het huidige India liep vroeger de grens die de VOC had getrokken om de oosterkwartieren van de westerkwartieren te onderscheiden.
Suratte werd tot de westerkwartieren gerekend, en de Coromandel-kust, Cochin en het eiland Ceylon werden tot de oosterkwartieren gerekend. Ieder gebied werd bestuurd door zijn eigen gouverneur, die voor een paar jaar werd benoemd.